# Amaranthus hunzikeri
Amaranthus hunzikeri là loài thực vật có hoa thuộc họ Dền. Loài này được N.Bayón mô tả khoa học đầu tiên năm 2007.